# Tramway de Wurtzbourg
Le tramway de Wurtzbourg est apparu à partir de 1892, d'abord à traction hippomobile, il passe à la traction électrique huit ans plus tard. Le réseau est aujourd'hui constitué de 19,7 km de ligne à voie étroite (1000 mm) et est utilisé par cinq lignes, qui transportent chaque année environ 20 millions de personnes.

## Réseau actuel

### Lignes
| Ligne | Terminus                                    | Durée du parcours |  |
| ----- | ------------------------------------------- | ----------------- |  |
| 1     | Grombühl – Sanderau                         | 20 minutes        |  |
| 2     | Hauptbahnhof (Gare principale) – Zellerau   | 14 minutes        |  |
| 3     | Hauptbahnhof (Gare principale) – Heuchelhof | 27 minutes        |  |
| 4     | Sanderau – Zellerau                         | 23 min.           |  |
| 5     | Grombühl – Rottenbauer                      | 39 minutes        |  |

### Le matériel roulant
Le réseau exploite :
- 6 rames GTW-D8 (n°236, 238, 243 à 246)
- 14 rames GT-E (n°201 à 214)
- 20 rames GT-N (n°250 à 269)